# Beleg van Montfoort (1490)

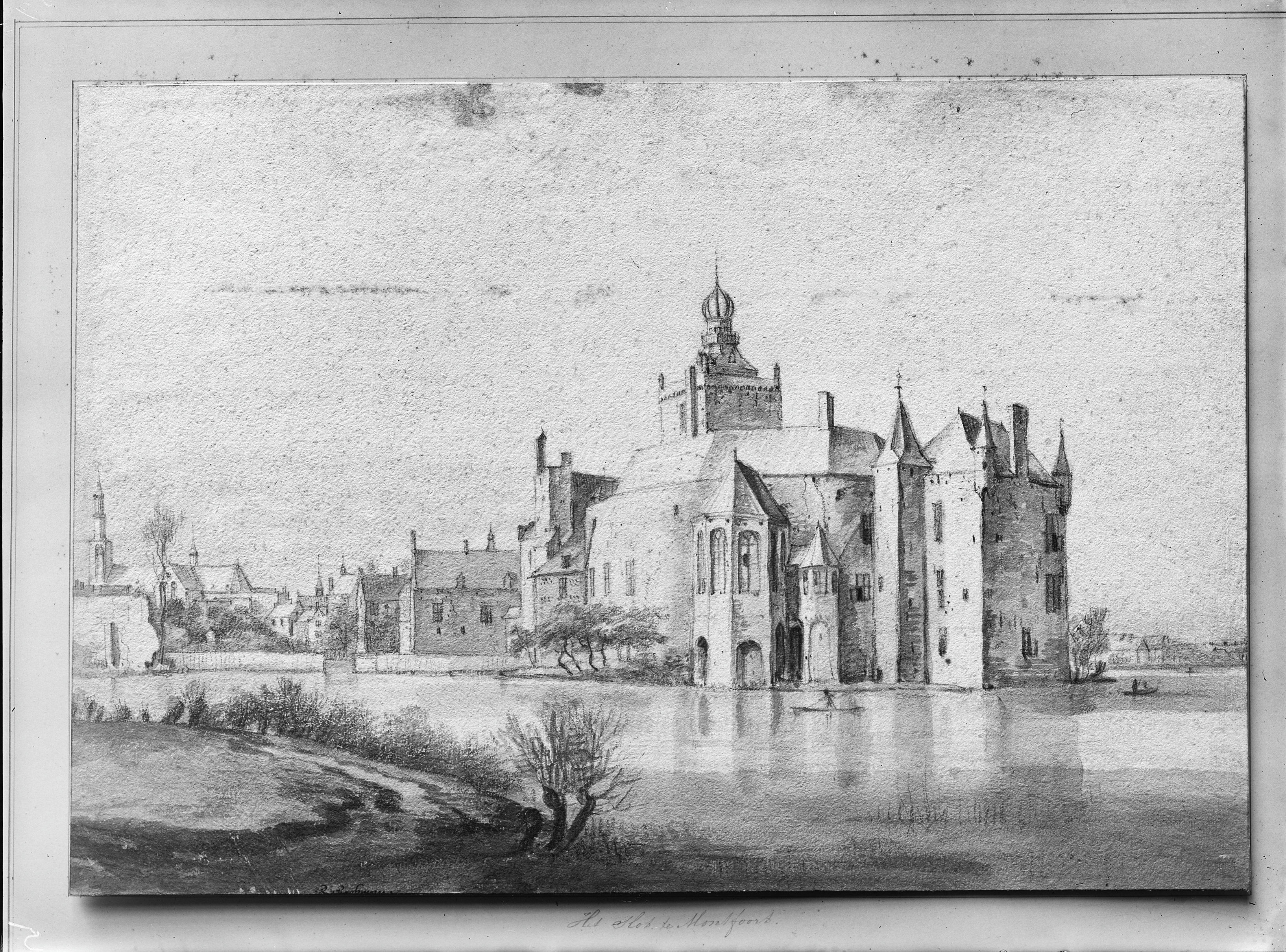
Een 16e-eeuwse pentekening van R.Roghman van het nog "intacte" kasteel van Montfoort.

Het Beleg van Montfoort vond plaats tussen 2 mei en 8 augustus 1490 tijdens de Jonker Fransenoorlog, de laatste fase van de 150 jaar durende de Hoekse en Kabeljauwse twisten.
Aan het begin van de Jonker Fransenoorlog sloot Jan van Montfoort een verbond met Frans van Brederode en zijn gevolg om gezamenlijk een machtsgreep in Holland en Utrecht te doen. Na het wegvallen van zijn bondgenoot Frans van Brederode in Augustus 1490 echter stond hij er in zijn gebied alleen voor.

## Achtergrond
In de nacht van 26 op 27 december 1488 hadden Jan III van Montfoort en zijn zoon Zweder het kasteel van Woerden overmeesterd. Het verhaal gaat dat de burggraaf van Montfoort met een ladder naar een opening in het kasteel klom en op een onbewaakt ogenblik een verlaten zaal binnen kon komen. Iedereen was in slaap gevallen, waaronder de slotvoogd Arend van IJsselstein, een bastaardzoon van Willem van Egmond-IJsselstein. In het hele land werd verontwaardigd gereageerd, want hoe kon het op dat moment best beveiligde kasteel van het land overwonnen worden.
Nadat Frans van Brederode en zijn volgelingen waren vertrokken uit Rotterdam in augustus 1489, had zijn bondgenoot Jan III van Montfoort het zelf ook druk met zijn veroverde gebieden te behouden. Hij wist in de wintermaanden van 1489 de omringende gebieden te brandschatten en kwam zelfs tot de poorten van de steden Amsterdam, Leiden en Haarlem. De pas benoemde stadhouder 'Albrecht van Saksen' zag zich genoodzaakt om Woerden te gaan belegeren en liet een blokhuis bouwen aan de Rijn. Jan III van Montfoort trok zich niets aan van deze machtsblokkade en op een nieuwe plundertocht wist hij de stad Naarden op 12 oktober 1489 binnen te komen en te plunderen. Op 28 oktober 1489 deed hij dit ook met Oudewater, waar hij met 600 krijgsmannen de stad binnenviel, Bij deze inval werden 16 burgers gedood. De dorpen Bodegraven en Stolwijk moesten het ook nog zwaar ontgelden bij de terugtocht van de Hoekse roversbenden.

## Beleg
Op 2 mei 1490 trok Albrecht van Saksen na vele klachten te hebben aangehoord vanuit Gouda op naar Montfoort. In het contingent van Bourgondische-Habsburgse troepen zaten heren als Engelbrecht II van Nassau en Frederik van Egmont. Er werden katapulten, stormrammen en loopgravers meegenomen. Vier maanden ging het beleg duren en er zou veel bloedvergieten zijn geweest aan beide kanten.
Tijdens het opzetten van het kamp werd besloten om zich alleen op Montfoort te richten en het beleg op Woerden af te blazen. De aanvallen speelde zich voornamelijk af rond Kasteel Montfoort, waar de belegeraars met bootjes in de grachten via bestormingsladders op verschillende bolwerken probeerde te komen. Bij een van de aanvallen zou Wilhelmina van Naaldwijk, vrouw van de "burggraaf", zich heldhaftig verdedigd hebben. Tijdens het beleg probeerden Lodewijk en Willem van Montfoort (broer en neef) te bemiddelen in het conflict, maar Albrecht van Saksen wilde niet buigen. Het moraal in het Montfoortse kamp moet zeer gedaald zijn na het vernemen van de nederlaag die hun "Hoekse strijdmakkers" op 23 juli 1490 hadden geleden bij de Slag bij Brouwershaven. Voornamelijk over de laatste weken van het beleg (eind juli) wordt melding gemaakt van drie bestormingen. Bij de derde aanval werd een bolwerk bemachtigd waar grotendeels de zoetwatervoorziening aanwezig was. De burggraaf van Montfoort moest zich nu wel overgeven, anders zouden hij en zijn bevolking sterven van de dorst.
De steden Leiden, Haarlem en Amsterdam namen ook deel aan het beleg, omdat ze last hadden van de Hoekse rebellen. In Amsterdam werd op 29 april 1490 een dagvaart afgekondigd om geld en strijdkrachten beschikbaar te stellen voor het beleg. Op 26 juni 1490 werd uiteindelijk vanuit Amsterdam naar Montfoort gemarcheerd en er werden schepen ingezet voor deze strijd. Hiervoor werd door de stad 12.000 Andriesguldens uitgegeven.

## Nasleep
In augustus 1490 werd een verdrag gesloten waarbij Jan III van Montfoort moest beloven nooit meer oorlog te voeren in het land van Holland, het kasteel van en de stad Woerden uit handen moest geven en Maximiliaan van Oostenrijk diens zoon Filips de Schone als zijn landsheren te erkennen. Hij werd echter wel weer hersteld als "burggraaf" van Montfoort, als hij beloofde geen onderdak te verlenen aan "Hoekse bannelingen".